# Article 20 de la Constitution tunisienne de 1959
L'article 20 de la Constitution tunisienne de 1959 est le 20e des 78 articles de la Constitution tunisienne adoptée le 1er juin 1959.
Il est le troisième article du deuxième chapitre intitulé « Le pouvoir législatif », qui décrit la composition de l'Assemblée nationale tunisienne, les conditions de ses membres, leurs attributions et son fonctionnement. 

## Texte
« Est électeur tout citoyen possédant la nationalité tunisienne depuis au moins cinq ans et âgé de vingt années accomplies. »